# Diócesis de Iguatu
La diócesis de Iguatu (en latín: Dioecesis Iguatuvina y en portugués: Diocese de Iguatu) es una circunscripción eclesiástica de la Iglesia católica en Brasil. Se trata de una diócesis latina, sufragánea de la arquidiócesis de Fortaleza, que tiene al obispo Geraldo Freire Soares, C.SS.R. como su ordinario desde el 4 de mayo de 2022.

## Territorio y organización

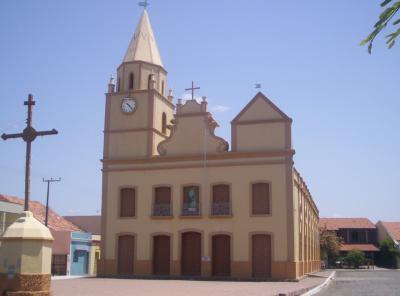
Excatedral de Santa Ana

La diócesis tiene 21 904 km² y extiende su jurisdicción sobre los fieles católicos de rito latino residentes en 19 municipios del estado de Ceará: Acopiara, Aiuaba, Arneiroz, Cariús, Catarina, Cedro, Deputado Irapuan Pinheiro, Icó, Iguatu, Jucás, Orós, Milhã, Mombaça, Pedra Branca, Piquet Carneiro, Quixelô, Saboeiro, Senador Pompeu y Solonópole.
La sede de la diócesis se encuentra en la ciudad de Iguatu, en donde se halla la Catedral de San José y la excatedral de Santa Ana.
En 2019 en la diócesis existían 29 parroquias.

## Historia
La diócesis fue erigida el 28 de enero de 1961 con la bula In apostolicis del papa Juan XXIII, obteniendo el territorio de la arquidiócesis de Fortaleza y de la diócesis de Crato.
El 28 de septiembre de 1963 cedió una parte de su territorio para la erección de la diócesis de Crateús mediante la bula Pro apostolico del papa Pablo VI.

## Estadísticas
De acuerdo al Anuario Pontificio 2020 la diócesis tenía a fines de 2019 un total de 568 000 fieles bautizados.
| Año                                                                             | Población            | Población | Población      | Sacerdotes | Sacerdotes    | Sacerdotes    | Bautizados por sacerdote | Diáconos permanentes | Religiosos | Religiosos | Parroquias |
| Año                                                                             | Bautizados católicos | Total     | % de católicos | Total      | Clero secular | Clero regular | Bautizados por sacerdote | Diáconos permanentes | Varones    | Mujeres    | Parroquias |
| ------------------------------------------------------------------------------- | -------------------- | --------- | -------------- | ---------- | ------------- | ------------- | ------------------------ | -------------------- | ---------- | ---------- | ---------- |
| 1966                                                                            | 319 453              | 339 424   | 94.1           | 31         | 24            | 7             | 10 304                   |                      | 7          | 35         | 18         |
| 1970                                                                            | 428 878              | 451 450   | 95.0           | 29         | 21            | 8             | 14 788                   |                      | 8          | 31         | 19         |
| 1976                                                                            | 420 898              | 443 050   | 95.0           | 23         | 16            | 7             | 18 299                   |                      | 7          | 12         | 19         |
| 1980                                                                            | 544 000              | 573 000   | 94.9           | 18         | 12            | 6             | 30 222                   |                      | 6          | 23         | 19         |
| 1990                                                                            | 521 671              | 549 127   | 95.0           | 19         | 14            | 5             | 27 456                   |                      | 5          | 51         | 19         |
| 1999                                                                            | ?                    | 550 000   | ?              | 24         | 18            | 6             | ?                        |                      | 9          | 31         | 19         |
| 2000                                                                            | 527 000              | 555 000   | 95.0           | 30         | 25            | 5             | 17 566                   |                      | 8          | 31         | 19         |
| 2001                                                                            | 532 000              | 560 000   | 95.0           | 29         | 24            | 5             | 18 344                   |                      | 8          | 15         | 19         |
| 2002                                                                            | 509 000              | 512 000   | 99.4           | 23         | 18            | 5             | 22 130                   |                      | 7          | 29         | 19         |
| 2003                                                                            | 486 086              | 512 313   | 94.9           | 21         | 19            | 2             | 23 146                   |                      | 3          | 29         | 19         |
| 2004                                                                            | 486 086              | 512 313   | 94.9           | 19         | 18            | 1             | 25 583                   |                      | 3          | 26         | 21         |
| 2006                                                                            | 498 000              | 525 000   | 94.9           | 25         | 24            | 1             | 19 920                   |                      | 4          | 43         | 21         |
| 2013                                                                            | 545 000              | 573 000   | 95.1           | 33         | 28            | 5             | 16 515                   |                      | 8          | 48         | 26         |
| 2016                                                                            | 558 700              | 572 000   | 97.7           | 38         | 34            | 4             | 14 702                   |                      | 7          | 47         | 27         |
| 2019                                                                            | 568 000              | 601 327   | 94.5           | 40         | 36            | 4             | 14 200                   |                      | 8          | 52         | 29         |
| Fuente: Catholic-Hierarchy, que a su vez toma los datos del Anuario Pontificio. |                      |           |                |            |               |               |                          |                      |            |            |            |

## Episcopologio
- José Mauro Ramalho de Alarcón Santiago † (13 de octubre de 1961-26 de julio de 2000 retirado)
- José Doth de Oliveira † (26 de julio de 2000 por sucesión-7 de enero de 2009 renunció)
- João José da Costa, O.Carm. (7 de enero de 2009-5 de noviembre de 2014 nombrado arzobispo coadjutor de Aracaju)
- Edson de Castro Homem (6 de mayo de 2015-24 de febrero de 2021 renunció)
- Geraldo Freire Soares, C.SS.R., desde el 4 de mayo de 2022